# Pentas lanceolata
Pentas lanceolata är en måreväxtart som först beskrevs av Peter Forsskål, och fick sitt nu gällande namn av Albert Deflers. Pentas lanceolata ingår i släktet Pentas och familjen måreväxter.

## Underarter
Arten delas in i följande underarter:
- P. l. cymosa
- P. l. lanceolata
- P. l. quartiniana
- P. l. angustifolia
- P. l. leucaster
- P. l. nemorosa
- P. l. oncostipula
- P. l. usambarica